# 수산화 바륨
수산화 바륨(Barium hydroxide)은 Ba(OH)2(H2O)x의 화학식을 지니는 화합물이다. 바리타(baryta) 또는 중토수(baryta water)로 알려진 일수화물(x =1)은 바륨의 주요 화합물 가운데 하나이다. 이 흰 알갱이의 일수화물이 상업적으로 일반화된 형태이다.

## 준비 및 구조
수산화 바륨은 산화 바륨(BaO)을 물과 반응시킴으로써 준비할 수 있다:
BaO + 9 H2O → Ba(OH)2·8H2O
옥타수화물(octahydrate)로 결정을 이루며 대기 중에 열을 가하면 일수화물로 변환된다. 진공상태에서 100 °C에 이르면 이 일수화물은 BaO와 물을 생성한다. 이 일수화물은 계층 구조를 갖고 있다.

## 이용
산업 부문에서 수산화 바륨은 다른 바륨 화합물의 전신이다. 이 일수화물은 다양한 제품으로부터 황산염을 탈수시키고 제거하기 위해 사용된다. 이러한 응용은 황산 바륨의 매우 낮은 용해도를 이용한 것이다. 이 산업적인 응용은 연구소 부문에도 적용된다.

### 연구소에서의 이용
수산화 바륨은 강산, 특히 유기산의 적정을 위해 분석화학에서 사용된다. 이 투명한 수용액은 수산화 나트륨과 수산화 칼륨의 것과는 달리 탄산염에서 자유롭다는 것을 의미하며 탄산 바륨은 물에 녹지 않는다. 이로 인해 탄산염 이온의 존재로 인한 적정의 위험 없이 페놀프탈레인, 티몰프탈레인 등의 지시약을 사용할 수 있게 된다.
수산화 바륨은 강염기로서 이를테면 에스터, 니트릴, 그리고 알돌 축합 염기의 가수 분해 등을 위해 유기 합성에 종종 사용된다.

## 반응
수산화 바륨은 800 °C까지 가열하면 산화 바륨으로 분해된다. 이산화 탄소와 반응시키면 탄산 바륨을 발생시킨다.

## 위험성
수산화 바륨은 다른 강염기들, 그리고 기타 수용성 바륨 화합물과 동일하게 위험하다. 부식을 일으키며 독성이 있다.